# Monument Park

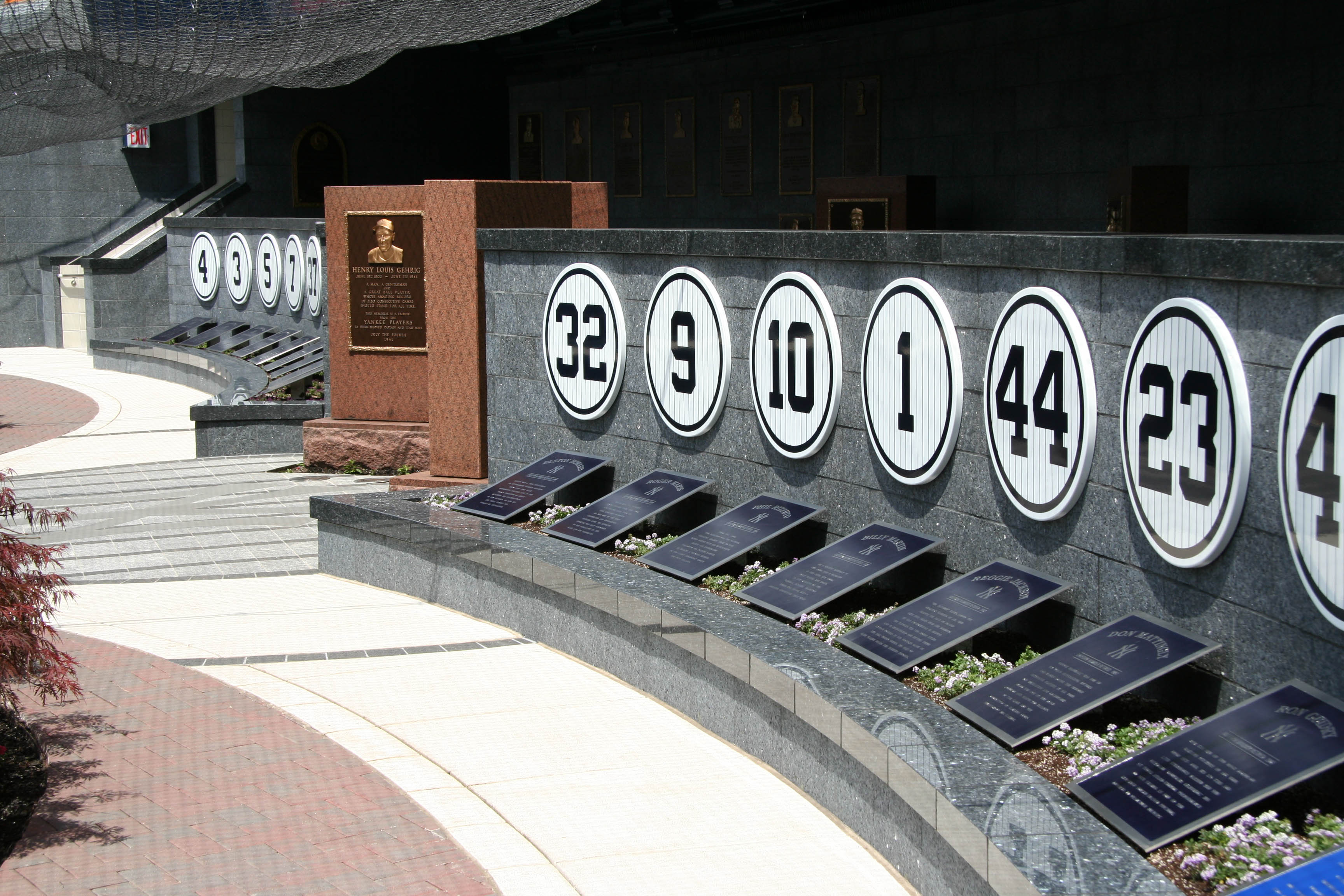
Monument Park II, allo Yankee Stadium

Il Monument Park è un museo all'aria aperta, situato nello Yankee Stadium a New York. All'interno, troviamo una collezione di memorials, placche e maglie di ex giocatori dei New York Yankees. Quando viene dedicata la targa a Red Ruffing nel 2004, suo figlio afferma che secondo lui, quello è "il secondo riconoscimento più onorevole che possa esserci nel baseball". 
La storia del Monument Park originale risale al 1932, nel vecchio Yankee Stadium, quando la squadra dedica una placca a centro campo al manager Miller Huggins dopo la sua morte. Nel corso del tempo, ne vengono aggiunte delle altre e il "museo" viene ufficialmente aperto al pubblico nel 1985.
Nel 2009, quando gli Yankees si trasferiscono nel nuovo stadio, viene costruita una replica del Monument Park, fuori dal campo di gioco e tutti gli oggetti contenuti nel vecchio edificio vengono spostati nel nuovo.
In totale, sono trentasette gli uomini premiati con un’effige, ventidue dei quali non giocavano più. Le placche postume, che si trovano sui cinque larghi blocchi di granito, sono il premio più illustre e sono state riconosciute a soli sei Yankees: il manager Miller Huggins, i giocatori Lou Gehrig, Babe Ruth, Mickey Mantle e Joe DiMaggio, e il dirigente George Steinbrenner.

## Storia

### Precursori
Il primo Yankee Stadium viene costruito nel 1923 e, nonostante la concorrenza di altri stadi, diventa uno dei più importanti. 
Nel 1929, il manager della squadra Miller Huggins muore improvvisamente e, in suo onore, la squadra fa erigere un'effige davanti l'asta della bandiera: fatta di bronzo, è posta sopra un blocco di granite rosso, così da assomigliare a una lapide. A quella del manager se ne affiancano poi molte altre, come quelle per Lou Gehrig e Babe Ruth, tant'è che diventa normale vedere queste "lapidi" all'interno del campo. Nel tempo, moltissimi credettero, soprattutto i bambini, che i giocatori venissero sepolti in quel campo..
'Nel 1969, 'Joe DiMaggio dedica una placca a Mickey Mantle, che ricambia il favore, dicendo che quella di Joe dovesse essere appesa un po' più in alto della sua.
Dal 1936 al 1973, la distanza dal "piatto" (casa base) alle recinzioni di fine campo è di 136 metri; ciononostante, una palla ben battuta poteva arrivare fino ai limiti. Nel 1992, il libro The Gospel Acording to Casey, di Ira Berkow e Jim Kaplan, racconta che durante una partita, un esterno non era riuscito a prendere la palla e la stava cercando nel Monument Park. Il manager Case Stengel allora gridò "Ruth, Gehrig, Huggins, rimandate la palla in campo!".

### Monument Park I

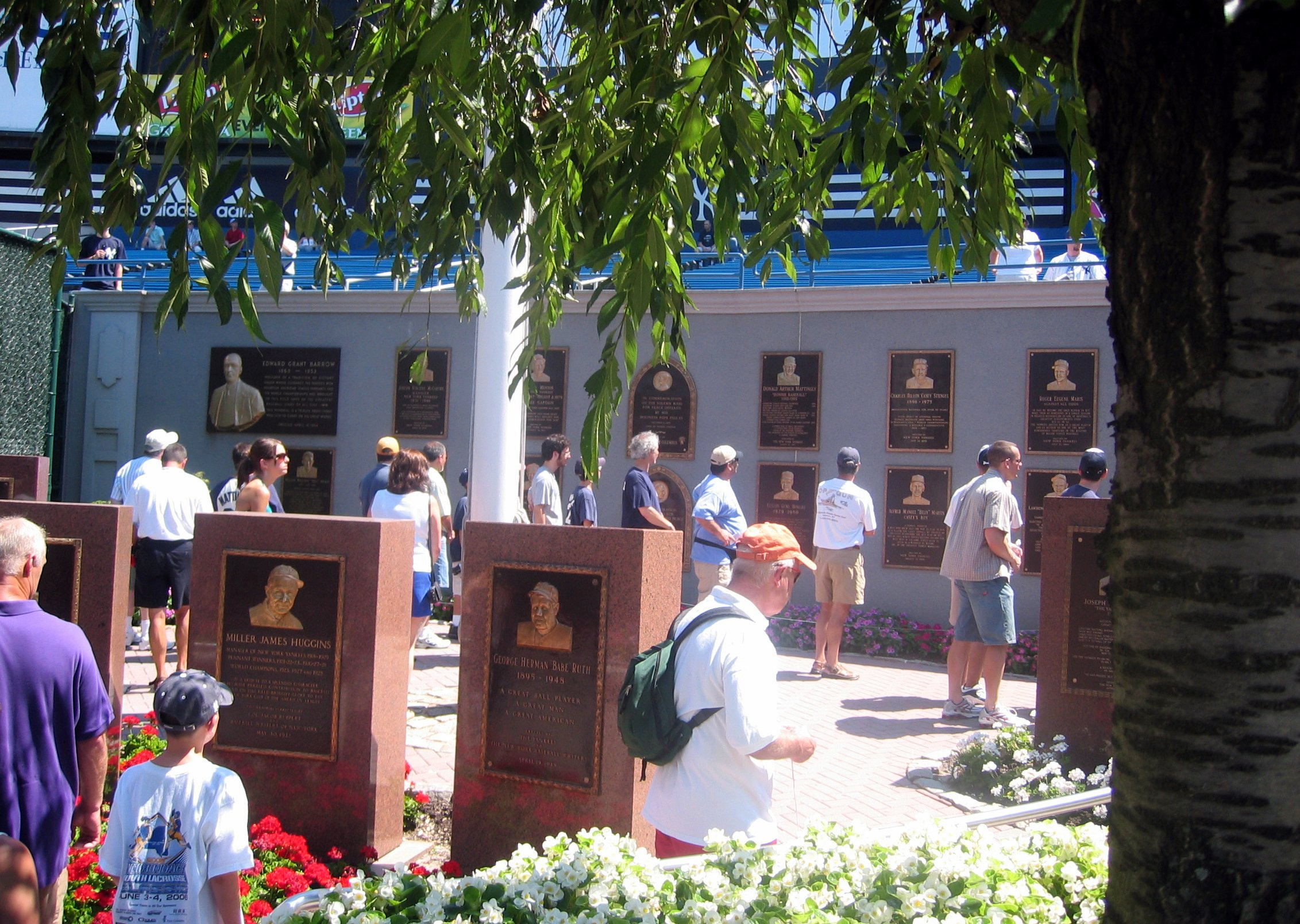
Il Monument Parl originale consisteva in una fila di targhe.

Durante le ristrutturazioni tra il 1974 e il 1975, il centrocampo viene ristretto di 127 metri (dodici in meno rispetto al precedente), e la staccionata fatta rientrare di 120 metri nel 1985 e di altri due nel 1988. L'area ospita inizialmente solo l'asta della bandiera e successivamente alcune targhe, così che si comincia a chiamare la zona Monument Park. I riconoscimenti di Mantle e DiMaggio vengono rimossi dalla parete e installati sui blocchi di granito rosso, insieme a quelli di Huggins, Gehrig e Ruth.
La zona rimane inaccessibile al pubblico fino al 1985: è solo quando il centrocampo viene ristretto che ai fan viene data la possibilità di visitarla, rendendola ufficialmente parte integrante del tour della struttura.

### Monument Park II
Quando gli Yankees si spostano nel nuovo campo da baseball, progettano un nuovo Monument Park: l’area viene costruita fuori dal campo da gioco, sotto il Center Field Sports Bar. La nuova postazione si trova tra due muri di marmo nero, su cui sono appesi i numeri degli ex giocatori. 
Contrariamente al vecchio stadio, il nuovo Monument Park non è visibile dal campo di gioco e la postazione così nascosta gli vale il nome di "Monument Cave" (grotta, caverna), aperta al pubblico fino a quarantacinque minuti prima del tiro d'inizio.

## Giocatori premiati
I giocatori e il personale sono premiati con placche o targhe al Monument Park. I blocchi di granito rosso sono considerati superiori alle placche e possono essere conferiti solo alla morte della persona. Inizialmente, le cerimonie di premiazione avevano luogo a inizio stagione o nell'Old-Timers' Day; negli ultimi anni, invece, si svolgono nei weekend in cui la squadra gioca in casa.
La targa di Jacob Ruppert, dirigente della squadra per alcuni anni, è esposta all'esterno del campo da gioco, sulla destra dell'asta, mentre quella di Ed Barrow sulla sinistra.
Gehrig è il primo membro della Major League Baseball il cui numero è stato ufficialmente ritirato. 
La targa a Babe Ruth è posizionata a destra di quella di Huggins. 

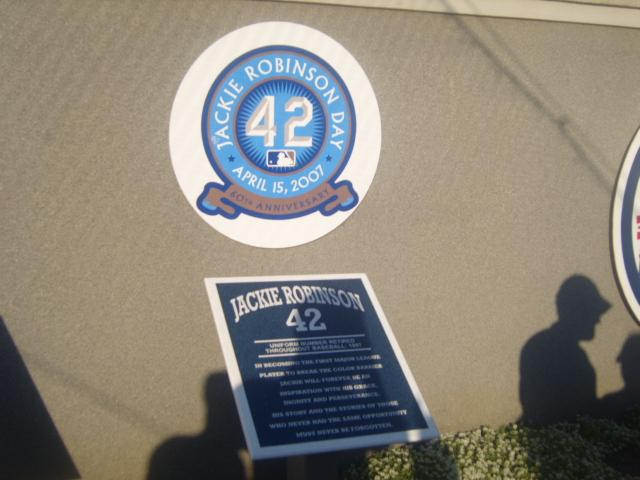
La targa nel primo Monument Park in onore di Jackie Robinson

In ricordo di Jackie Robinson, primo giocatore nero, il suo numero (il 42) viene ritirato il 15 aprile 1997, nel cinquantesimo anniversario del suo esordio nei Brooklyn Dodgers. In suo onore, gli Yankees ereggono una targa che recita: 
Il numero 42 è stato poi verniciato su tutte le panchine e ai giocatori attivi all'epoca è stato permesso di continuare a indossare quel numero esclusivamente fino alla fine dei loro contratti. L'ultimo a farlo è stato il lanciatore Mariano Rivera, il cui numero viene ritirato il 22 settembre 2013, durante la sua ultima stagione e facendo di lui il primo giocatore attivo ad essere inserito nel Monument Park.
Mentre allena la squadra nel 1970, a Mickey Mantle è permesso di indossare il numero 7, nonostante questo fosse stato rimosso l'anno precedente. La stessa situazione si presenta con il coach Berra, che continua a portare il numero 8 dal 1976 al 1985, nonostante fosse stato ritirato nel 1972. 
Allo stesso modo, quando Billy Martin torna a gestire la squadra nel 1988, indossa il numero 1, ritirato in suo onore nel 1986.
Dopo il ritiro del numero 2 di Derek Jeter, attualmente nessuno Yankee può indossare un numero a una sola cifra. 

### Altre onorificenze
In aggiunta a quelle già esistenti, i Cavalieri di Colombo hanno dedicato delle targhe che commemorano le messe celebrate da Papa Paolo VI il 4 ottobre 1965, da Papa Giovanni Paolo II il 2 ottobre 1979 e da Papa Benedetto XVI il 20 aprile 2008.
Ne viene aggiunta un'altra in onore delle vittime e dei soccorritori degli attentati dell’11 settembre, un anno dopo il tragico avvenimento.
Gli Yankees ne dedicano una a Nelson Mandela il 16 aprile 2004, per ricordare la persona e la visita allo stadio nel 1990 e ne ereggono una il 25 giugno 2019, nel cinquantesimo anniversario dai Moti di Stonewall.

Monumento Park I
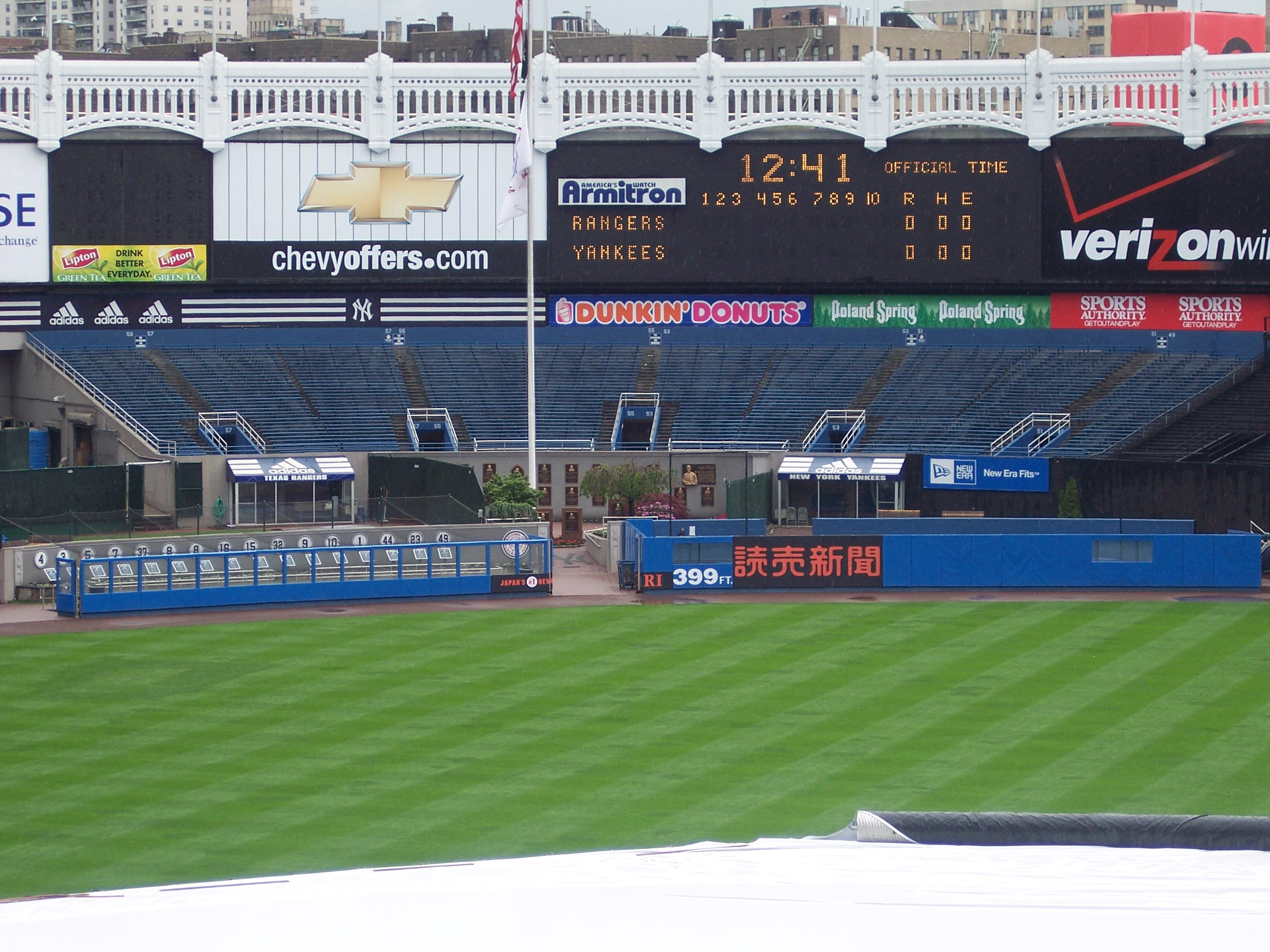
Monument Park
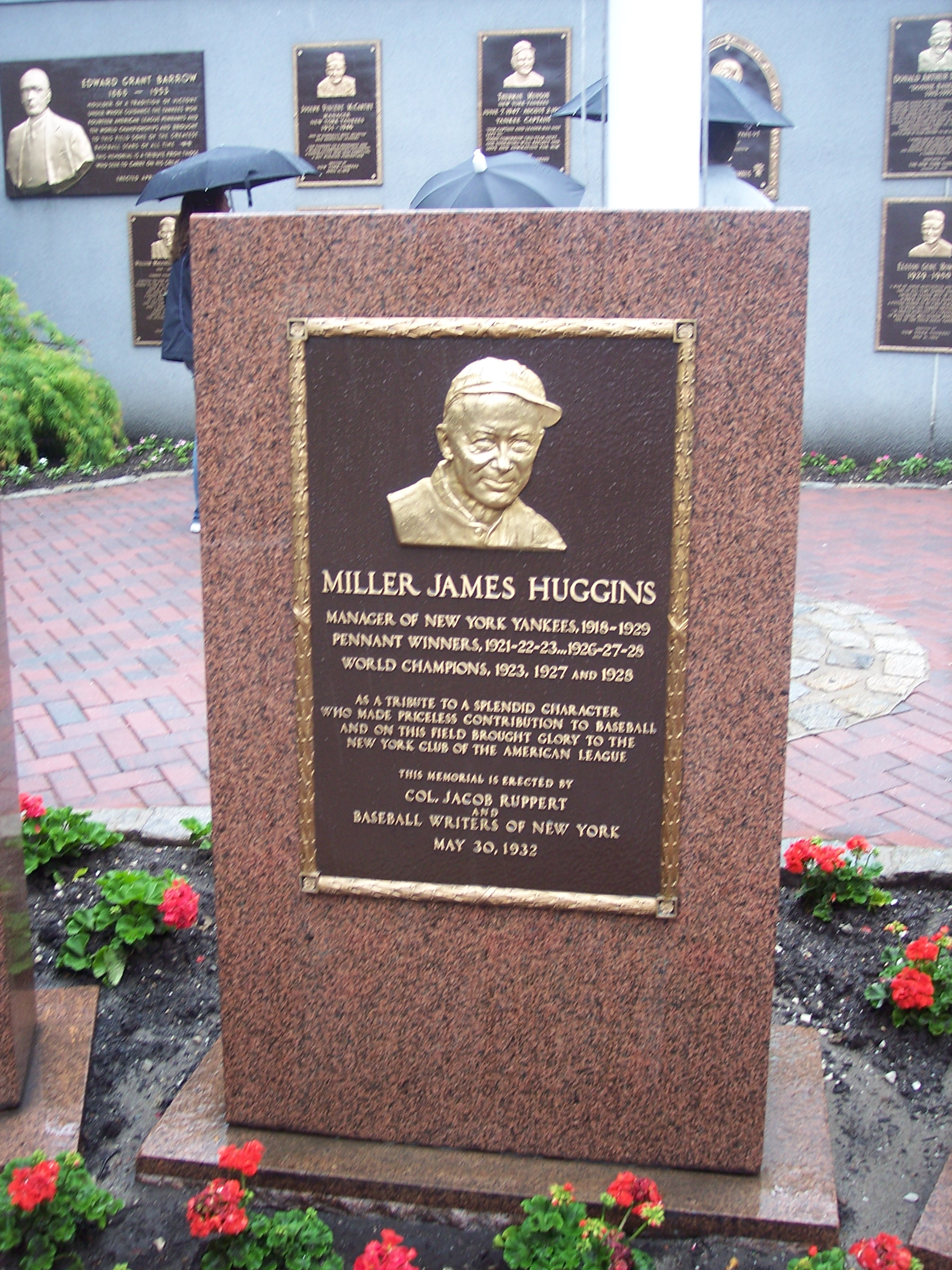
Placca di Miller Huggins
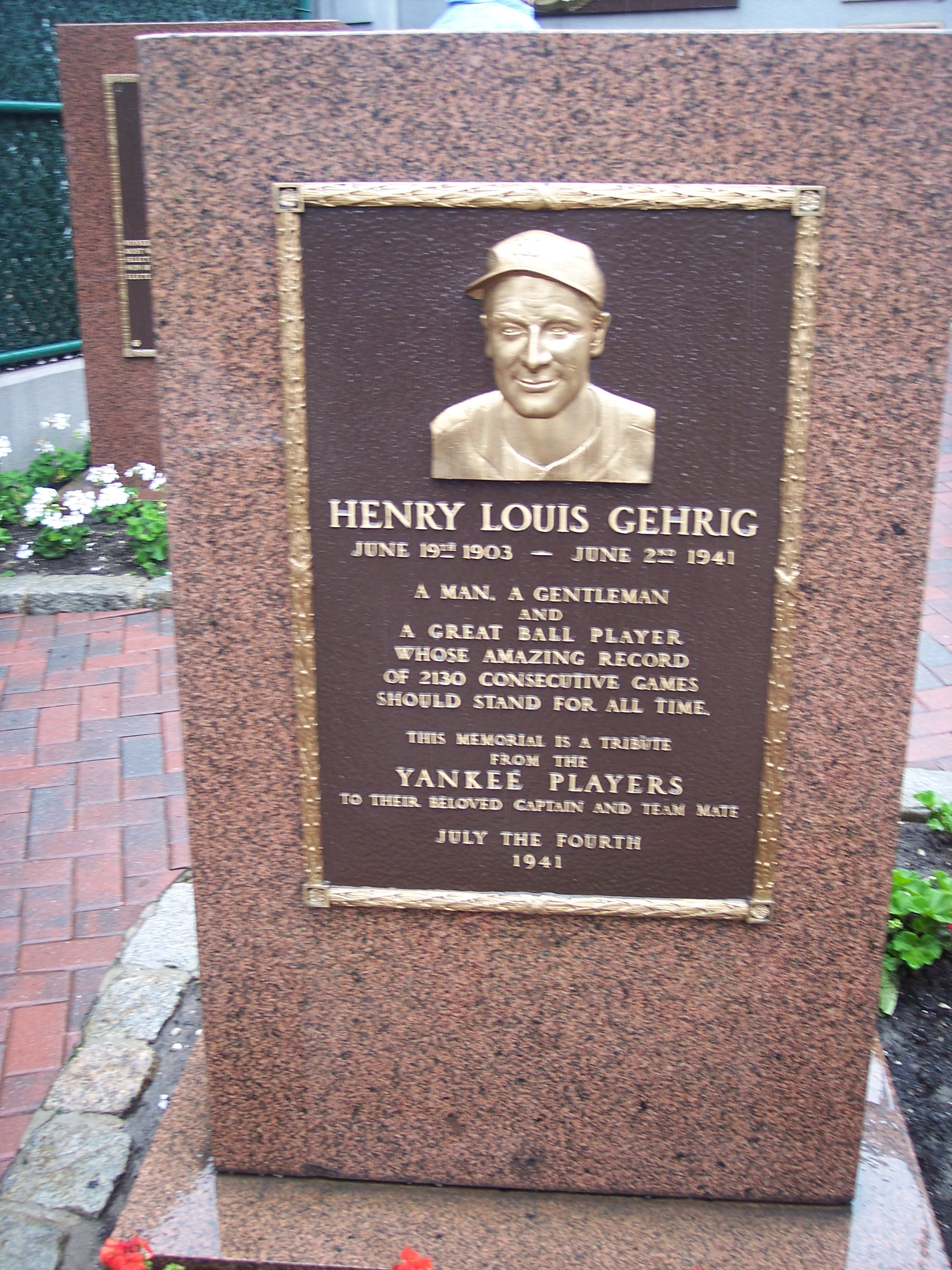
Placca di Lou Gehrig
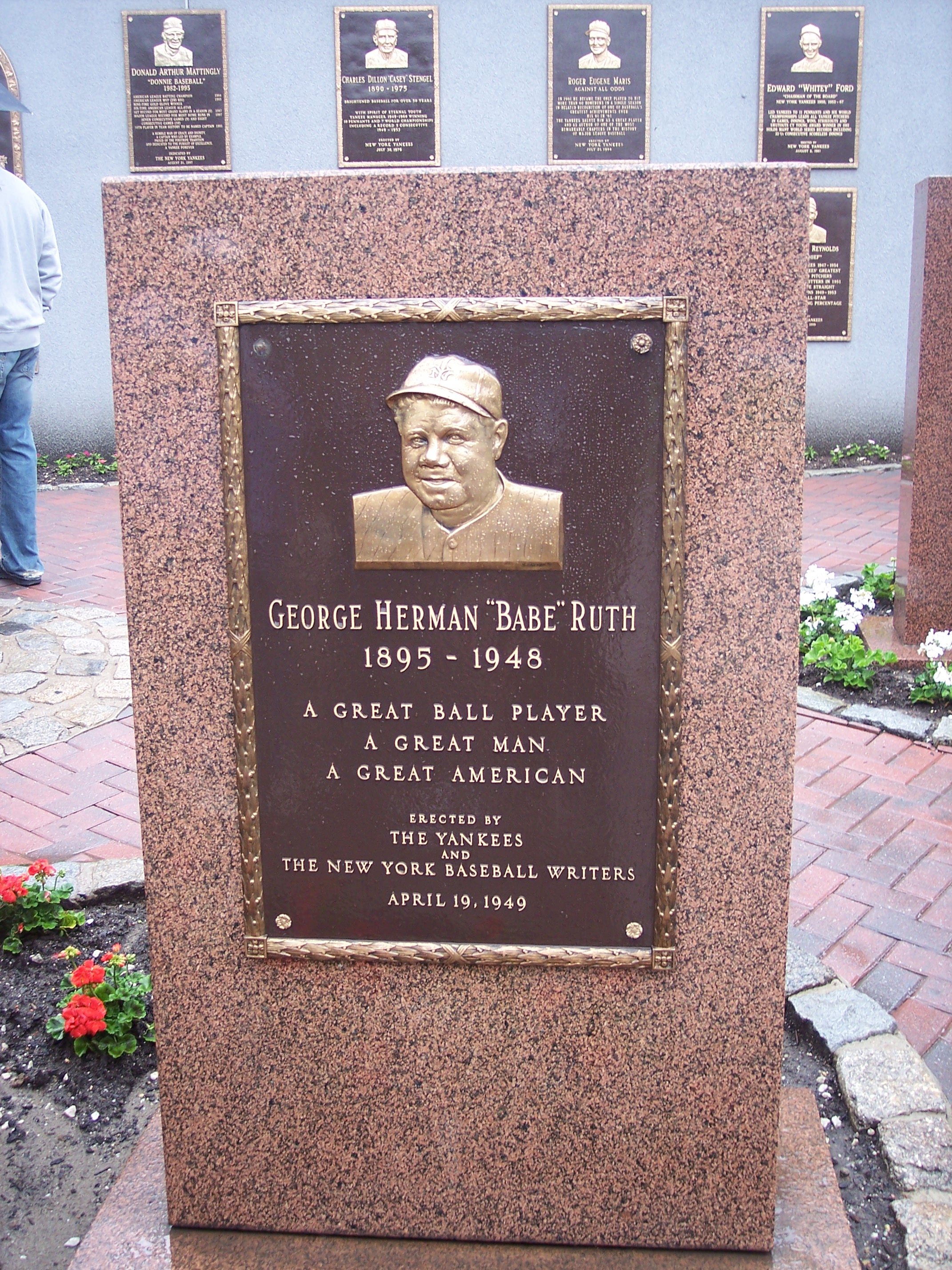
Targa a Babe Ruth
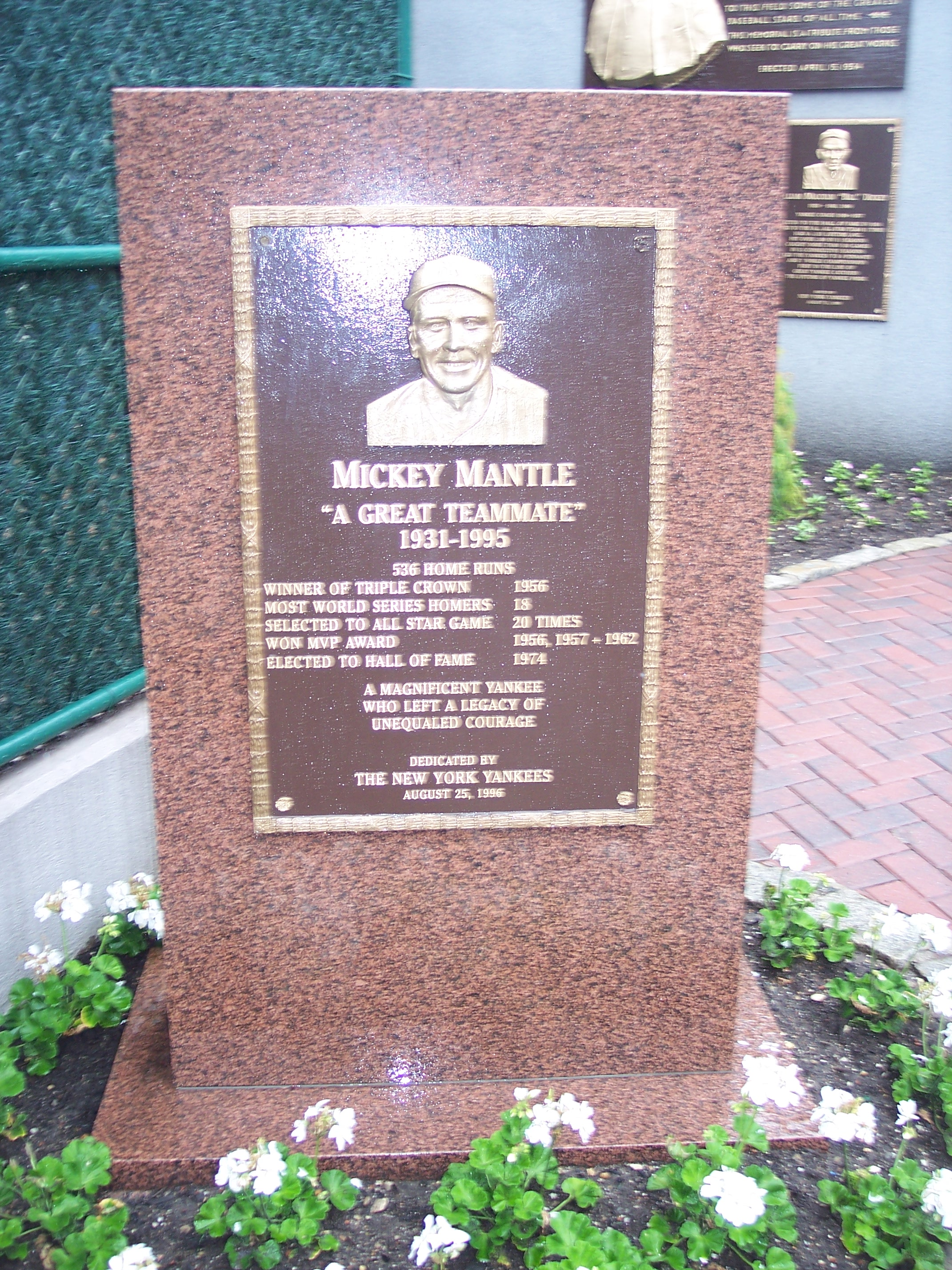
Targa a Mickey Mantle
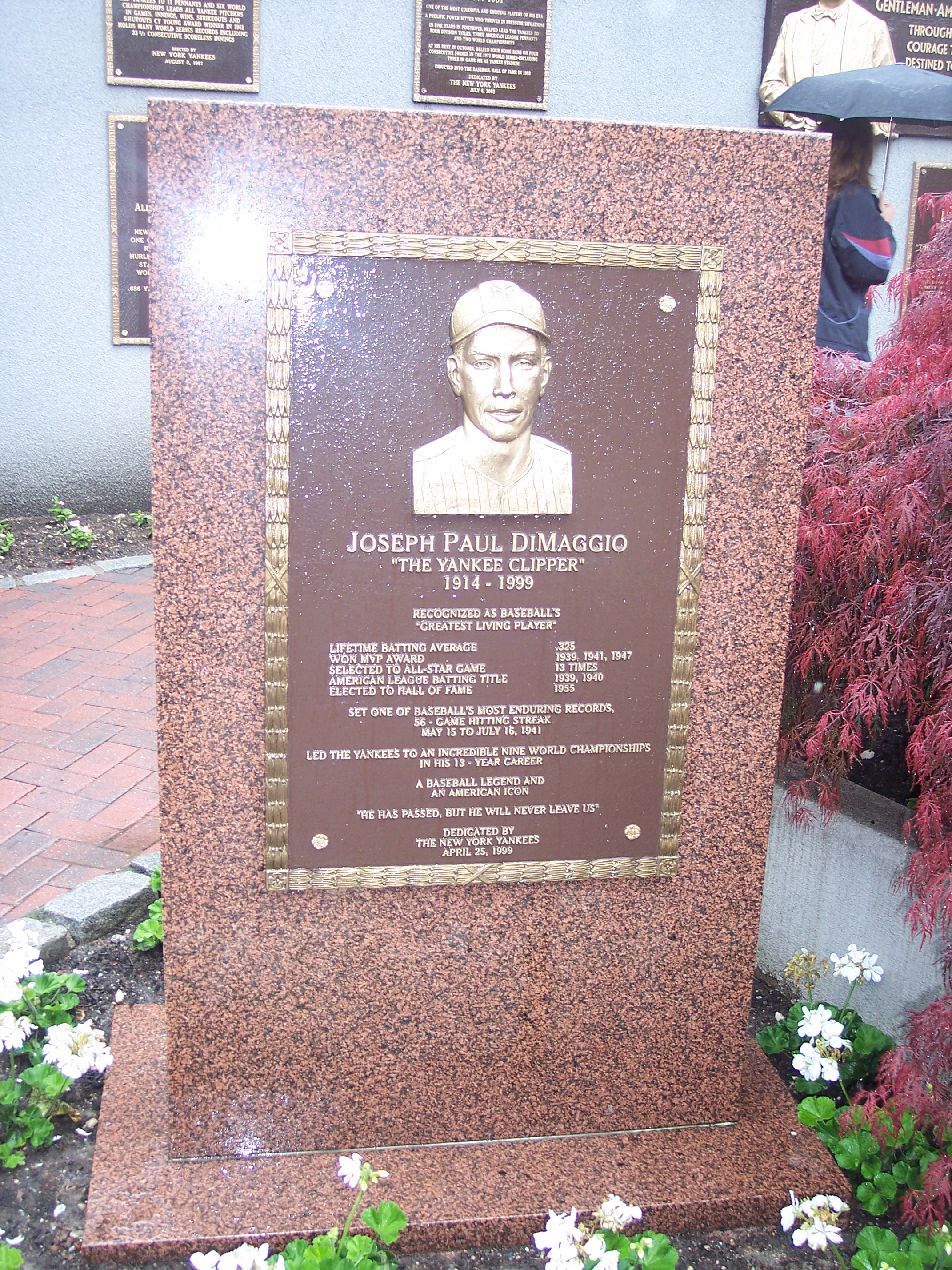
Placca di Joe DiMaggio

Monument Park II
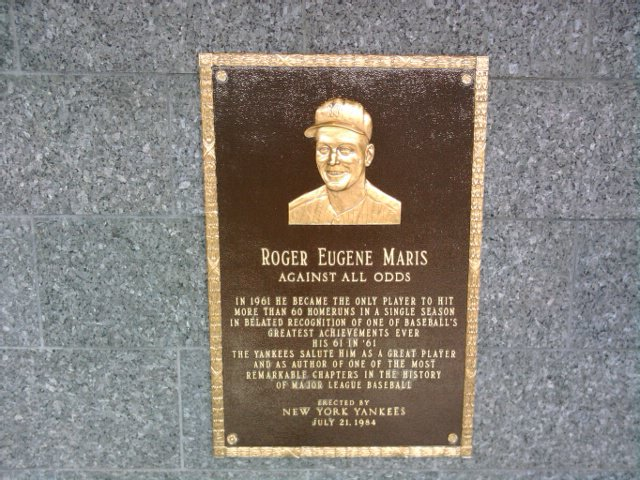
Targa a Roger Maris
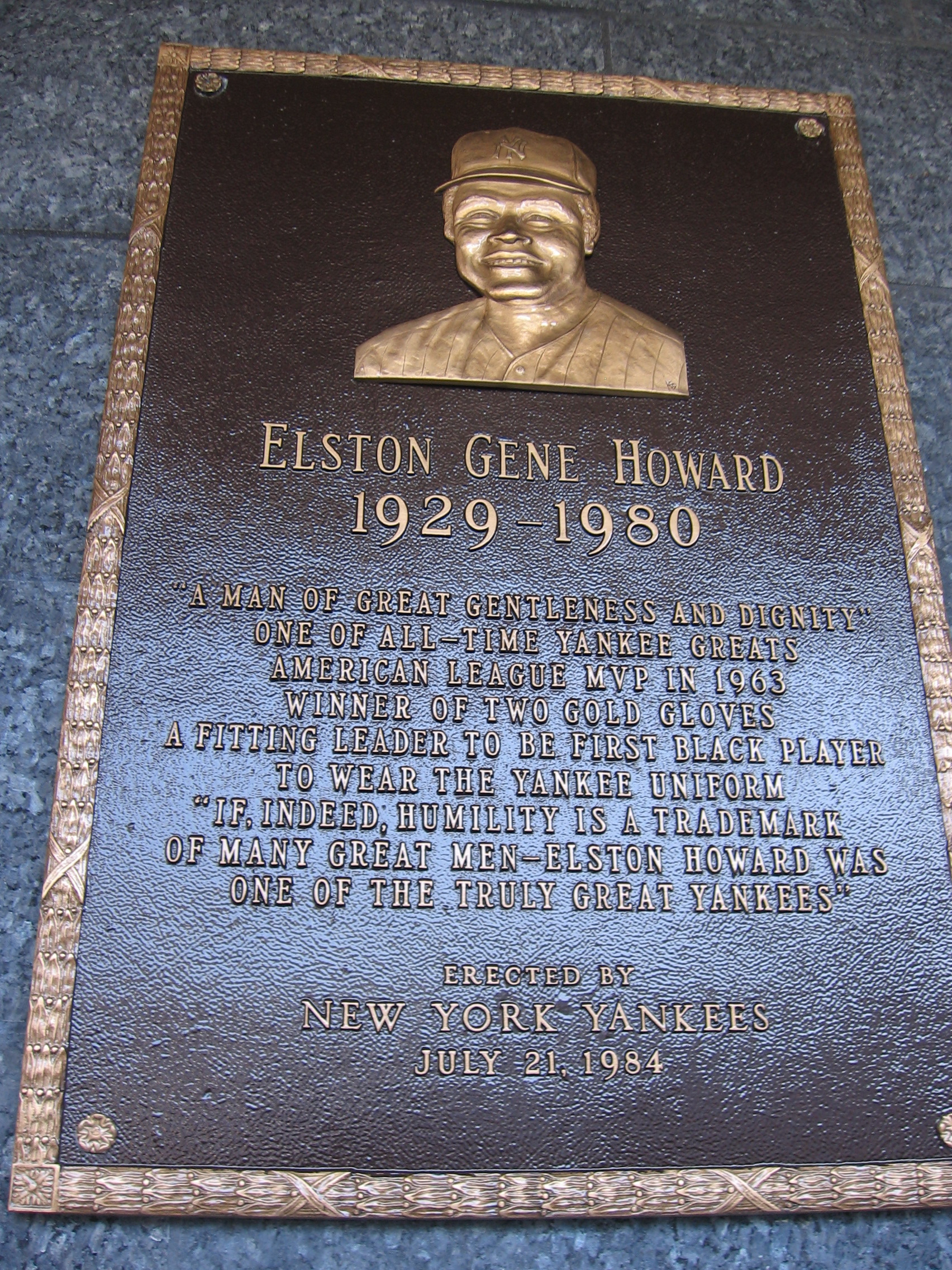
Placca di Elston Howard
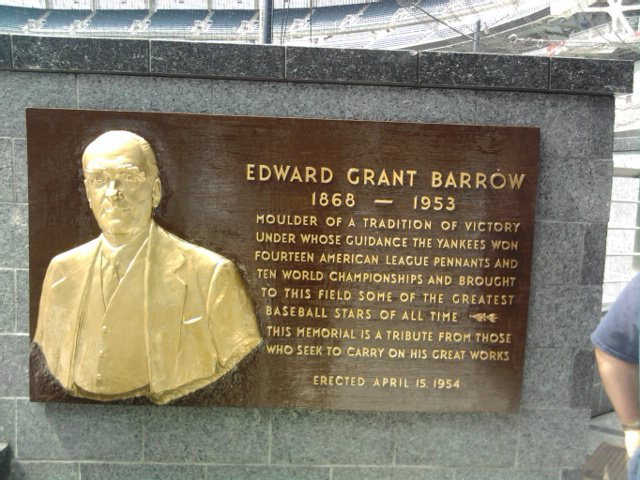
Targa a Ed Barrow
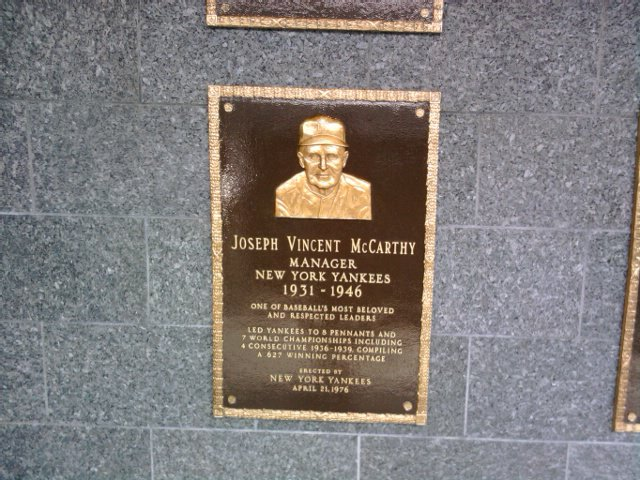
Placca di Joe McCarthy
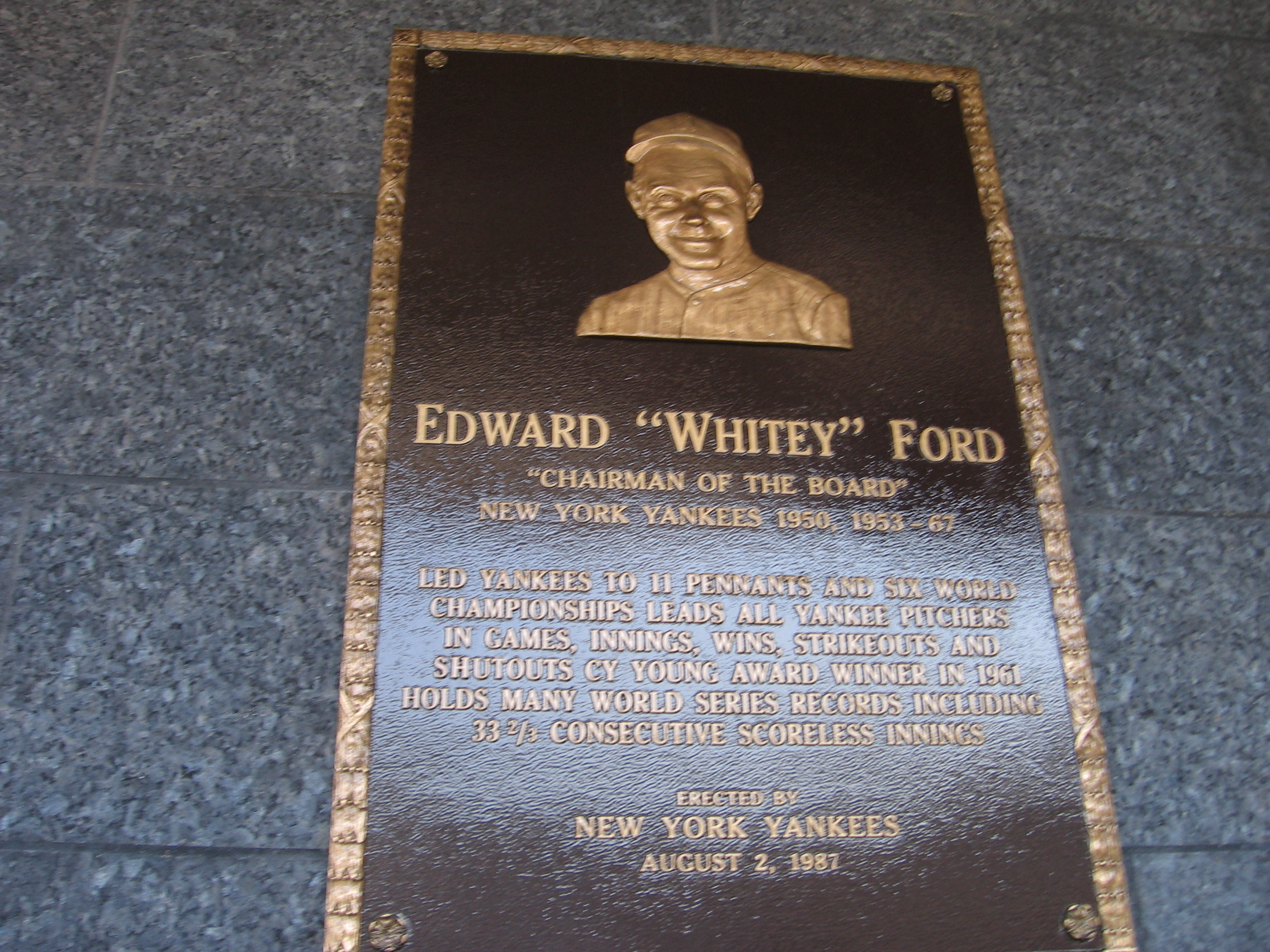
Targa a Whitey Ford